# Polyommatus virgularia
Polyommatus virgularia är en fjärilsart som beskrevs av Tutt 1910. Polyommatus virgularia ingår i släktet Polyommatus och familjen juvelvingar. Inga underarter finns listade i Catalogue of Life.